# ویلهلم اونه‌زورگه
ویلهلم اونه‌زورگه (به آلمانی: Wilhelm Ohnesorge) (زاده ۸ ژوئن ۱۸۷۲ - درگذشته ۱ فوریه ۱۹۶۲) یک سیاست‌مدار آلمانی و وزیر پست رایش سوم از ۲ فوریه سال ۱۹۳۷ تا ۳۰ آوریل ۱۹۴۵ بود.

## زندگی‌نامه
وی در گرفنهاینیشن در امپراتوری آلمان زاده شد.کار خود را در سال ۱۸۹۰ در اداره پست امپراتوری آغاز کرد و در جنگ جهانی اول رئیس قرارگاه‌های سرویس پستی امپراتوری شد.
اونه‌زورگه برای اولین بارهیتلر را در حوالی سال ۱۹۲۰ ملاقات کرد و آن دو دوستان خوبی شدند.کمی پس از آن به حزب نازی پیوست و اولین شاخه آن را در خارج از ایالت بایرن یعنی در دورتموند ایجاد کرد.در ۱۹۲۹ رئیس اداره مرکزی رایش‌پست شد.وی در نهایت در سال ۱۹۳۷ در کابینه هیتلر وزیر پست شد.
وی عاقبت در ۱ فوریه ۱۹۶۲ در ۸۹ سالگی در مونیخ درگذشت.از زندگی وی پس از جنگ جهانی دوم اطلاع چندانی در دست نیست.